# MACD

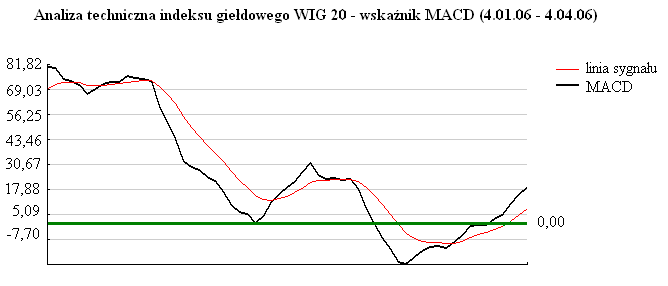
Analiza techniczna – wskaźnik MACD indeksu giełdowego WIG20 (okres: 4 stycznia 2006 – 4 kwietnia 2006)

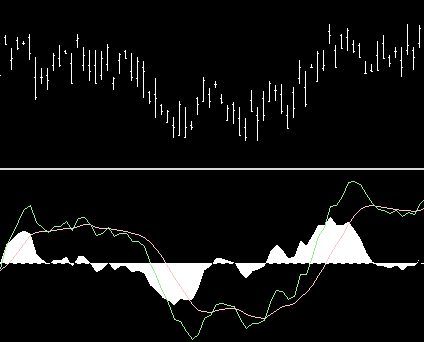
MACD 12,26,9

MACD (Moving Average Convergence / Divergence) – wskaźnik skonstruowany przez analityka Gerarda Appela w roku 1979. Wskaźnik bada zbieżności i rozbieżności średnich ruchomych. Jest różnicą wartości długoterminowej i krótkoterminowej średniej wykładniczej. Wykorzystywana jest do badania sygnałów kupna i sprzedaży akcji.

## Budowa
Wskaźnik przedstawiany jest w formie dwóch linii: MACD i linii tzw. sygnału.
Linię MACD tworzymy odejmując średnią długookresową od krótkookresowej. Zwykle są to średnie 26 i 12 okresowe. Najczęściej używa się średnich wykładniczych i cen zamknięcia, ale można również użyć innych cen np. mediany, albo ceny średniej.
Linia sygnału jest średnią z powstałej wyżej linii MACD, zwykle używa się średniej wykładniczej o okresie 9.
W każdym przypadku można użyć, zamiast średniej wykładniczej, średnią prostą albo średnią ważoną.

## Interpretacja
Wskaźnik najlepsze zastosowanie znajduje w inwestycjach długoterminowych. Sygnałami kupna i sprzedaży są przecięcia dwóch linii. Wskaźnik interpretujemy w następujący sposób:
- linia MACD przecina linię sygnału od dołu – jest to sygnał do zakupu akcji i zapowiedź trendu wzrostowego.
- linia MACD przecina linię sygnału od góry – jest to sygnał do sprzedaży akcji i zapowiedź odwrócenia trendu.

Stan wykupienia rynku wskazuje sytuacja, gdy linie znajdują się zbyt wysoko ponad linią zero, a stan wyprzedania, gdy spadają zbyt daleko poniżej tej linii. Zauważalna jest także dywergencja pomiędzy liniami MACD i ceną.
- negatywna dywergencja – istnieje wówczas, gdy linie MACD znajdują się wyraźnie powyżej poziomu zerowego (wykupienie) i zaczynają słabnąć, przy nadal rosnących cenach. W wielu przypadkach jest to ostrzeżenie przed tworzeniem się szczytu cenowego.
- pozytywna dywergencja – występuje wówczas, gdy linie MACD znajdują się wyraźnie poniżej poziomu zero (wyprzedanie) i zaczynają rosnąć, wyprzedzając jednocześnie ceny. Często okazuje się to informacją o ukształtowaniu się dna cenowego.

## Histogram MACD
Histogram MACD składa się z pionowych słupków, odzwierciedlających różnicę między dwiema liniami MACD. Histogram posiada własną linię zero. W przypadku pozytywnego ułożenia linii (szybsza jest ponad wolniejszą), wówczas histogram przebiega ponad swoim poziomem zerowym. Przecięcia tego poziomu od dołu i od góry przez histogram zbiegają się z sygnałami kupna i sprzedaży wynikającymi z przecięć linii MACD.
Histogram pozwala określić moment, w którym, odstęp między liniami zwiększa się lub zmniejsza. W chwili gdy przebiegający powyżej linii zerowej histogram zaczyna spadać w jej kierunku, wówczas trend wzrostowy słabnie, i na odwrót, w sytuacji gdy histogram znajduje się poniżej swojego poziomu zerowego, ale zaczyna rosnąć ku niemu, wówczas trend spadkowy traci impet. Zwroty histogramu ku linii zero można wykorzystywać jako wczesne sygnały do zamykania pozycji.